# Dialecte de transition

Faisceau d'isoglosses du ribagorcien, un dialecte de transition entre deux langues très proches : l'aragonais et le catalan.

Un dialecte de transition ou parler de transition est un dialecte qui est parlé dans une zone intermédiaire entre deux variétés langagières (langues ou dialectes) apparentées et qui se caractérise par la présence de traits particuliers issus de chacune de celles-ci. La présence d'un dialecte de transition se traduit par une confluence d'isoglosses : plus le faisceau d'isoglosses est dense, plus le dialecte de transition tend à être différencié. En l'absence d'un faisceau clairement identifié (dans le cas d'un continuum dialectal étendu), on parle plus volontiers de zone ou d'aire de transition.
Lorsque les variétés adjacentes appartiennent à des langues différentes (mais apparentées), il y a souvent des controverses entre linguistes, hommes politiques et certains secteurs de la société sur la question du rattachement (langue de filiation) et de la qualification (langue ou dialecte) du parler de transition.

## Exemples
- Le bénasquais et le ribagorcien sont des dialectes de transition entre l'aragonais et le catalan.
- Le brigasque et le royasque sont des dialectes de transition entre les domaines linguistiques occitan et ligure.
- Le capcinois est un dialecte de transition entre le catalan (roussillonnais) et l'occitan languedocien.
- Le mentonasque est un dialecte de transition entre l’occitan vivaro-alpin, le ligure, et le niçard.
- L'estrémègne et le cantabrique sont des dialectes de transition entre astur-léonais et castillan.
- Le mâconnais et le brionnais-charolais sont des dialectes de transition entre le diasystème francoprovençal et le domaine d'oïl.
- Le riojan est un dialecte de transition entre castillan, aragonais et le roman navarrais[2],[3].
- Le marchois est un dialecte de transition entre l'occitan et la langue d'oïl.
- Le murcien peut être considéré comme dialecte de transition entre le castillan septentrional, l'andalou, l'aragonais et le catalan[4].
- Le valencien septentrional est un dialecte de transition entre le catalan nord-occidental et le valencien.
- On admet de nos jours que le catalan xipella est un dialecte de transition entre catalan oriental et catalan occidental. Il était autrefois considéré comme un sous-dialecte du catalan central.
- L'éonavien est un dialecte de transition entre galicien et astur-léonais, parlé dans la région occidentale des Asturies.
- Le dialecte limbourgeois parlé en Allemagne tout proche de la frontière néerlandaise, aux alentours de Heinsberg et Selfkant, est plutôt un dialecte de transition entre allemand et autres variantes du limbourgeois (voir aussi Thiois).
- Le wallo-picard est un dialecte de transition entre le wallon et le picard.